# National Action (Великобритания)
National Action (рус. Национальное действие) — британское национал-социалистическое молодёжное движение. Движение является секретным и его правила запрещают членам разглашать любую информацию относительно организации.

## Члены организации
В марте 2014 года Хаффингтон Пост взял интервью у участника организации под псевдонимом «Том», которому на тот момент было 18 лет. Том назвал Хосе Антонио Примо де Ривера, члена Испанской фаланги, Александра Рейвен Томсона и Освальда Мосли из Британского союза фашистов, а также писателя Виндхама Льюиса, как идейных вдохновителей «Национального действия». Стратегический документ данного объединения дважды цитировал Адольфа Гитлера, которого «Том» называл человеком «с хитрецой». Он объяснял это, задаваясь вопросом: «Какое националистическое движение было успешным? О да, это был «нацизм»…Поэтому мы полагаемся на «нацизм». Они использовали свою идеологию и поэтому были способны захватить власть… Готфрид Федер был экономистом и членом НСДАП, у него были неплохие идеи».
Расследование, проведённое гезетой Daily Mirror в июне 2014 года установило, что лидером организации  Национальное Действие является 25-летний Бенджамин Реймонд. В 2013 году Окончивший факультет политических наук в Эссекском Университете. Другим членом организации являлся 19-летний Алекс Дэвис из Суонси, которого в июне 2014 года исключили с первого курса философского факультета Уорикского Университета после того, как была обнаружено его членство в организации Национальное Действие. Представитель университета заявил издательству «Миррор», что «любые подобные обвинения принимаются всерьез». Дэвис вступил в ряды молодёжного отделения Британской национальной партии в возрасте 16 лет и заявил, что объединение находилось в «дезорганизации». Он описывает различие между молодёжным и главным отделениями Британской национальной партии следующим образом: «Мы постоянно имеем дело с университетами. Это то, чего у Британской национальной партии никогда не было. Мы построили за несколько месяцев то, что Британская  национальная партия не могла сделать за 20 лет».

## Политика и деятельность
Дэвис охарактеризовывает организацию как «схожую с Британской  национальной партией, но более радикальную».
Национальное Действие также хочет вновь ввести на рассмотрение 28 статью, которая запрещает пропаганду гомосексуализма в школах. Относительно иммиграции, «Том» заявляет следующее: «Темнокожим людям мы бы категорически запретили пересекать границу. Но к белым людям мы бы были более снисходительны».
Будучи ненасильственной организацией,  Национальное Действие распространило свою пропаганду, по крайней мере в 12 университетских кампусов. В интервью изданию «The National Student»  анонимный представитель Национального действия объяснил, почему они нацелены на университеты: «Очень скоро они узнают, как круто их обманула система – если бы они знали то, что мы знаем сейчас, мы бы уже готовили армию. Последнее лейбористское правительство стремилось к 50% обучающихся в университетах молодых людей в возрасте от 18 до 21 года, и общая совокупность студентов за последнее десятилетие выросла в геометрической прогрессии. Это 50 % молодых людей, которые станут весьма разгневанными изготовителями гамбургеров». Он также пообещал, что «В этом году будет господствовать террор», и описал людей, состоящих в межрасовых отношениях, как «жалких интернет-зануд, которым не дают» и «шлюх с венерическими заболеваниями».
Национальное Действие также проводило протестную акцию около статуи Нельсона Манделы в Лондоне, закидав её бананами, А в Ливерпуле участвовало в акциях протеста против банковской системы и глобализации.
В октябре 2014 года Гэррон Хелм, член Национального Действия из Мерсисайда был приговорён к четырём неделям заключения за отправку сообщения в социальной сети Твиттер члену парламента Люсиане Бергер, в котором он упомянул её еврейское происхождение. Данное сообщение было охарактеризовано судом как «оскорбительное, бестактное и непристойное». Спустя месяц после освобождения Хелма, в результате «рассветных рейдов» по подозрению в заговоре о нанесении ущерба офису Бергер были задержаны 10 активистов Национального Действия, некоторое время спустя все члены были освобождены. Кампания Национального Действия против Бергер поддерживалась национал-социалистическим американским сайтом «The Daily Stormer», который содержал инструкции о том, как создать неотслеживаемые твиттер-аккаунты для анонимной рассылки оскорблений.
В июне 2015 года, 26-летний член организации Зак Дэвис был признан виновным в покушении на последователя сикхизма в городе Молд, графства Флинтшир. Он заявил, что это была месть за убийство Ли Ригби.
В августе 2015 года организация предприняла попытку провести «Марш Белых Людей» в Ливерпуле. Антифашистское движение, однако, хулиганскими методами вынудило организаторов отменить марш. Ситуация накалилась, когда Джою Андерсону, меру города, было отправлено письмо, в котором говорилось о расовых беспорядках,  Национальное действие утверждало, что в организации беспорядков участвовал агент-провокатор.

## Ответные действия
«Том» сообщил, что организация была взята под контроль Уэст Мидлендским Отделением по Борьбе с Терроризмом. Герри Гейбл, бывший член коммунистической партии и редактор антифашистского журнала «Searchlight» заявил: « Национальное Действие — это хорошо организованная структура, финансируемая из-за рубежа. Их целью не является привлечение болванов, которые просто хотят войны. Им нужны мыслящие люди, которые готовые умереть за национал-социализм». Скотленд-Ярд сообщает, что полиция «очень обеспокоена» данной организацией, однако официальный ответ был таковым: «Мы не можем рассматривать лиц или организации без веских на то причин».
Ян Остин, член парламента и лейбористской партии, чей приёмный отец сбежал из национал-социалистической Чехословакии, говорит об организации следующее: «Семьдесят лет назад герои Британии сражались за освобождение Европы от нацизма и фашизма. Крайне отвратительно  сегодня наблюдать за молодыми британцами, которые восхваляют Гитлера».